# John Brotherton
Pour les articles homonymes, voir Brotherton (homonymie).
John Brotherton est un acteur américain né le 28 août 1980. Il est connu pour ses rôles dans Conjuring : Les Dossiers Warren et Fast and Furious 7.

## Filmographie

### Cinéma
- 2013 : Conjuring : Les Dossiers Warren de James Wan : Brad
- 2014 : Les Gardiens de la Galaxie de James Gunn : Pilote
- 2015 : Fast and Furious 7 de James Wan : Sheppard
- 2016 : Precious Cargo de Max Adams : Nicholas

### Télévision
- 2012 : La Baby-sitter de Noël (Help for the Holidays)[1] (téléfilm) : Dave Gabriel
- 2016 - 2020 : La Fête à la maison : 20 ans après (Fuller House) (série télévisée) : Matt
- 2016 : Associées contre notre ex : Anderson Withmire
- 2019 : La Famille Mamilia
- 2021 :Le grand concours de noël avec candace Cameron bure qui joue lara
- 2023 : Coup de foudre pour le roi des films de Noël : Brad Baxter